# Desford
Desford è un paese della contea del Leicestershire, in Inghilterra.